# Alcoutim (gemeente)
Alcoutim is een plaats en gemeente in het Portugese district Faro.
De gemeente heeft een totale oppervlakte van 577 km² en telde 3770 inwoners in 2001.

## Plaatsen in de gemeente
- Alcoutim
- Giões
- Martim Longo
- Pereiro
- Vaqueiros

## Stedenband
- Blain, Frankrijk